# Aeroportul Anggi
Aeroportul Anggi (IATA: AGD, ICAO: WASG) este un aeroport din Papua⁠(d), Indonezia.
Situat la o altitudine de 2.032 m, aeroportul dispune de o singură pistă.